# Valencia (canton)
Pour les articles homonymes, voir Valencia.
Valencia est un canton d'Équateur situé dans la province de Los Ríos.